# Ole Martin Årst
Ole Martin Årst est un footballeur norvégien né le 19 juillet 1974 à Bergen, évoluant au poste d'avant-centre. Il a inscrit deux buts lors de ses vingt-deux sélections avec l'équipe de Norvège entre 2000 et 2007.

## Biographie
Il débute en seconde division norvégienne en 1994 avec Skarp, marquant pas moins de 34 goals en 20 matchs de championnat. Il est alors transféré à Tromsø IL, club de la ville où il a grandi, et y décroche l'édition 1996 de la Coupe de Norvège. Lors de la finale que son équipe remporte 2-1, il inscrit le but égalisateur. 
En 1997, il rejoint la Belgique : après deux saisons mitigées au RSC Anderlecht, il signe à La Gantoise et est sacré meilleur buteur de l'exercice 1999-2000 avec 30 buts. Årst décide de poursuivre sa carrière au Standard de Liège : lors de ses trois années sous le maillot "rouche", il marque plus de 40 goals malgré une grave blessure qui le tiendra éloigné des terrains de nombreux mois. 
Très apprécié par les supporters du Standard, il souhaite cependant retourner dans sa ville de Tromsø. Trouvant à nouveau 16 fois le chemin des filets, Årst clôt la saison 2004-2005 en tête du classement des buteurs du championnat. Le 2 octobre 2005, sa 51e rose lui permet même de devenir le meilleur buteur de l'histoire du club en première division. Il est transféré à l'IK Start en juillet 2007 : sous ses nouvelles couleurs, il sera encore une fois victime d'une sérieuse blessure. Il termine son parcours pro en effectuant une dernière pige à Tromsø,. 

## Sélection
- Norvège : 22 sélections / 2 buts
- Première sélection le 30 janvier 2000 : Norvège - Islande (0-0)
- Dernière sélection le 12 septembre 2007 : Norvège - Grèce (2-2)

## Palmarès

### En club
Tromsø IL
- Vainqueur de la Coupe de Norvège (1) : 1996.

### Distinctions individuelles
- Meilleur buteur du Championnat de Belgique en 2000.
- Meilleur buteur du Championnat de Norvège en 2005.